# Rivière du Dépôt
Pour les articles homonymes, voir Dépôt.
La rivière du Dépôt est un affluent de la rivière Mistassibi, coulant dans le territoire non organisé de Passes-Dangereuses, dans la municipalité régionale de comté (MRC) de Maria-Chapdelaine, dans la région administrative de Saguenay–Lac-Saint-Jean, dans la province de Québec, au Canada,,.
La partie supérieure du cours de la rivière du Dépôt est desservie par la route forestière R0257 (sens nord-sud) pour les besoins de la foresterie et des activités récréotouristiques ; cette route s'avère le prolongement du chemin de la Domtar (venant du Sud). La partie inférieure est desservie par le chemin Bowater.
La foresterie constitue la principale activité économique du secteur ; les activités récréotouristiques sont accessoires considérant l’éloignement géographique et le manque de routes d’accès.
La surface de la rivière du Dépôt est habituellement gelée de la fin novembre au début avril, toutefois la circulation sécuritaire sur la glace se fait généralement de la mi-décembre à la fin mars.

## Géographie
Les principaux bassins versants voisins de la rivière du Dépôt sont :
- côté nord : lac à Georges, rivière Mistassibi, lac Taillon, Petite rivière Péribonka ;
- côté est : lac du Dépôt, Petite rivière Péribonka, rivière Épiphane ;
- côté sud : lac Noir, Grand lac Roy, rivière Mistassini, rivière Mistassibi, rivière Noire, Petite rivière Péribonka ;
- côté ouest : rivière Mistassibi, rivière Mistassibi, lac Éden, rivière aux Rats[2].

La rivière du Dépôt prend sa source à l’embouchure du lac non identifié (longueur : 0,3 km ; altitude : 265 m). L’embouchure du lac Savard est située à :
- 2,0 km à l’est de la route forestière R0257 ;
- 2,7 km au nord-est du centre-ville de Dolbeau-Mistassini ;
- 3,2 km au sud du lac Taillon ;
- 5,1 km au sud-ouest du lac de l’Ouest ;
- 6,9 km au nord-est de l’embouchure de la rivière du Dépôt ;
- 8,7 km au sud-ouest du cours de la Petite rivière Péribonka ;
- 13,8 km au nord du centre du village de Sainte-Élisabeth-de-Proulx[2]

À partir de sa source, la rivière du Dépôt coule sur environ  12 km vers le sud-ouest entièrement en zone forestière, selon les segments suivants :
- 3,5 km vers le sud, vers l’ouest, puis le sud-ouest en traversant un lac non identifié (longueur : 0,4 km ; altitude : 242 m), jusqu’à la décharge (venant de l’est) du Lac du Dépôt ;
- 4,3 km vers le sud en presque en ligne droite, en traversant un petit lac, puis en bifurquant vers l’ouest pour former une boucle vers le Sud, puis le Nord, jusqu’à la décharge (venant du nord) d’un ensemble de lacs ;
- 1,6 km vers le sud jusqu’à un coude de rivière ;
- 3,3 km vers l’ouest, puis le nord-ouest en traversant un petit lac, jusqu’au ruisseau Georges (venant du nord-est) drainant le Lac à Georges ;
- 0,2 km vers l’ouest, jusqu’à son embouchure[2].

La rivière du Dépôt se déverse sur la rive est de la rivière Mistassibi juste en amont d'un coude de rivière. Cette confluence est située à :
- 2,4 km au sud-est du lac Éden ;
- 10,9 km au sud de la confluence de la rivière Savard et de la rivière Mistassibi ;
- 22,1 km au nord de l’embouchure de la rivière Mistassibi (confluence avec la rivière Mistassini) ;
- 42,3 km au nord de l’embouchure de la rivière Mistassini (confluence avec le lac Saint-Jean)[5],[2].

À partir de l’embouchure de la rivière du Dépôt, le courant descend le cours de la rivière Mistassibi sur 26,4 km vers le sud et le cours de la rivière Mistassini sur 22,7 km vers le sud-ouest. À l’embouchure de cette dernière, le courant traverse le lac Saint-Jean sur 42,7 km vers l’est, puis emprunte le cours de la rivière Saguenay vers l’est sur 155 km jusqu'à la hauteur de Tadoussac où il conflue avec le fleuve Saint-Laurent.

## Toponymie
Le terme « Dépôt » en région forestière se réfère au dépôt de provisions, d’outils et de matériaux approvisionné par un contracteur général et mis à la disposition des contracteurs de chantiers forestiers d’un secteur donné.
Le toponyme de « rivière du Dépôt » a été officialisé le 5 décembre 1968 à la Banque des noms de lieux de la Commission de toponymie du Québec.